# گیدو پولیدوری
گیدو پولیدوری (انگلیسی: Guido Pulidori؛ زادهٔ ۲۳ مارس ۱۹۹۷) بازیکن فوتبال است.
از باشگاه‌هایی که در آن بازی کرده‌است می‌توان به باشگاه فوتبال لیورنو اشاره کرد.